# Застава Абхазије
У црвеном кантону, отворена шака представља абхаски народ. Седам звезда изнад симболизују седам абхаских региона. Седам је абхаски свети број. Седам зелених и белих пруга представљају толеранцију која допушта суживот хришћанства и ислама.
Седам историјских провинција Абхазије које седам звезда представљају су: Садзен, Бзип, Гумаа, Абзива, Самурзакан, Дал-Цабал и Пскиј-Ајбга. 